# Arrondissement Sarlat-la-Canéda
Das Arrondissement Sarlat-la-Canéda ist ein Verwaltungsbezirk im Département Dordogne in der französischen Region Nouvelle-Aquitaine.

## Geschichte
Am 4. März 1790 wurde mit der Gründung des Départements Dordogne auch ein District de Sarlat gegründet, der allerdings kleiner war als das heutige Arrondissement. Am 17. Februar 1800 wurde daraus und den Erweiterungen mit Teilen der ehemaligen Distrikte Belvès und Montignac das Arrondissement Sarlat gegründet.
Mit der Zusammenlegung der Gemeinden Sarlat und La Canéda am 1. März 1965 wurde auch das Arrondissement in Sarlat-la-Canéda umbenannt.
Siehe auch: Geschichte des Département Dordogne.

## Geographie
Das Arrondissement grenzt im Nordosten an das Arrondissement Brive-la-Gaillarde im Département Corrèze, im Südosten und Süden an die Arrondissements Gourdon und Cahors im Département Lot (Okzitanien), ebenfalls im Süden an das Arrondissement Villeneuve-sur-Lot im Département Lot-et-Garonne, im Südwesten an das Arrondissement Bergerac und im Nordwesten an das Arrondissement Périgueux.
Im Arrondissement gibt es sechs Kantone (Wahlkreise):
- Kanton Le Haut-Périgord noir (mit 30 von 31 Gemeinden)
- Kanton Périgord Central (mit 1 von 36 Gemeinden)
- Kanton Sarlat-la-Canéda
- Kanton Terrasson-Lavilledieu
- Kanton Vallée Dordogne
- Kanton Vallée de l’Homme

## Gemeinden
Die Gemeinden des Arrondissements Sarlat-la-Canéda sind:
| 1. Ajat (24004)                       | 2. Allas-les-Mines (24006)            | 3. Archignac (24012)                             | 4. Aubas (24014)                      |
| 5. Audrix (24015)                     | 6. Auriac-du-Périgord (24018)         | 7. Azerat (24019)                                | 8. Badefols-d’Ans (24021)             |
| 9. Bars (24025)                       | 10. Beauregard-de-Terrasson (24030)   | 11. Berbiguières (24036)                         | 12. Besse (24039)                     |
| 13. Beynac-et-Cazenac (24040)         | 14. Boisseuilh (24046)                | 15. Borrèze (24050)                              | 16. Bouzic (24063)                    |
| 17. Calviac-en-Périgord (24074)       | 18. Campagnac-lès-Quercy (24075)      | 19. Campagne (24076)                             | 20. Carlux (24081)                    |
| 21. Carsac-Aillac (24082)             | 22. Carves (24084)                    | 23. Castelnaud-la-Chapelle (24086)               | 24. Castels et Bézenac (24087)        |
| 25. Cénac-et-Saint-Julien (24091)     | 26. Châtres (24116)                   | 27. Chourgnac (24121)                            | 28. Cladech (24122)                   |
| 29. Coly-Saint-Amand (24364)          | 30. Condat-sur-Vézère (24130)         | 31. Coubjours (24136)                            | 32. Coux et Bigaroque-Mouzens (24142) |
| 33. Daglan (24150)                    | 34. Doissat (24151)                   | 35. Domme (24152)                                | 36. Fanlac (24174)                    |
| 37. Fleurac (24183)                   | 38. Florimont-Gaumier (24184)         | 39. Fossemagne (24188)                           | 40. Gabillou (24192)                  |
| 41. Granges-d’Ans (24202)             | 42. Grives (24206)                    | 43. Groléjac (24207)                             | 44. Hautefort (24210)                 |
| 45. Jayac (24215)                     | 46. Journiac (24217)                  | 47. La Bachellerie (24020)                       | 48. La Cassagne (24085)               |
| 49. La Chapelle-Aubareil (24106)      | 50. La Chapelle-Saint-Jean (24113)    | 51. La Dornac (24153)                            | 52. La Feuillade (24179)              |
| 53. La Roque-Gageac (24355)           | 54. Larzac (24230)                    | 55. Lavaur (24232)                               | 56. Le Bugue (24067)                  |
| 57. Le Lardin-Saint-Lazare (24229)    | 58. Les Coteaux Périgourdins (24117)  | 59. Les Eyzies (24172)                           | 60. Les Farges (24175)                |
| 61. Limeuil (24240)                   | 62. Limeyrat (24241)                  | 63. Loubejac (24245)                             | 64. Marcillac-Saint-Quentin (24252)   |
| 65. Marnac (24254)                    | 66. Marquay (24255)                   | 67. Mauzens-et-Miremont (24261)                  | 68. Mazeyrolles (24263)               |
| 69. Meyrals (24268)                   | 70. Monplaisant (24293)               | 71. Montagnac-d’Auberoche (24284)                | 72. Montignac-Lascaux (24291)         |
| 73. Nabirat (24300)                   | 74. Nadaillac (24301)                 | 75. Nailhac (24302)                              | 76. Orliac (24313)                    |
| 77. Paulin (24317)                    | 78. Pays de Belvès (24035)            | 79. Pazayac (24321)                              | 80. Peyrignac (24324)                 |
| 81. Peyrillac-et-Millac (24325)       | 82. Peyzac-le-Moustier (24326)        | 83. Plazac (24330)                               | 84. Prats-de-Carlux (24336)           |
| 85. Prats-du-Périgord (24337)         | 86. Proissans (24341)                 | 87. Rouffignac-Saint-Cernin-de-Reilhac (24356)   | 88. Sagelat (24360)                   |
| 89. Saint-André-d’Allas (24366)       | 90. Saint-Aubin-de-Nabirat (24375)    | 91. Saint-Avit-de-Vialard (24377)                | 92. Saint-Cernin-de-l’Herm (24386)    |
| 93. Saint-Chamassy (24388)            | 94. Saint-Crépin-et-Carlucet (24392)  | 95. Saint-Cybranet (24395)                       | 96. Saint-Cyprien (24396)             |
| 97. Sainte-Eulalie-d’Ans (24401)      | 98. Sainte-Foy-de-Belvès (24406)      | 99. Sainte-Mondane (24470)                       | 100. Sainte-Nathalène (24471)         |
| 101. Sainte-Orse (24473)              | 102. Sainte-Trie (24507)              | 103. Saint-Félix-de-Reillac-et-Mortemart (24404) | 104. Saint-Geniès (24412)             |
| 105. Saint-Germain-de-Belvès (24416)  | 106. Saint-Julien-de-Lampon (24432)   | 107. Saint-Laurent-la-Vallée (24438)             | 108. Saint-Léon-sur-Vézère (24443)    |
| 109. Saint-Martial-de-Nabirat (24450) | 110. Saint-Pardoux-et-Vielvic (24478) | 111. Saint-Pompont (24488)                       | 112. Saint-Rabier (24491)             |
| 113. Saint-Vincent-de-Cosse (24510)   | 114. Saint-Vincent-le-Paluel (24512)  | 115. Salignac-Eyvigues (24516)                   | 116. Salles-de-Belvès (24517)         |
| 117. Sarlat-la-Canéda (24520)         | 118. Savignac-de-Miremont (24524)     | 119. Sergeac (24531)                             | 120. Simeyrols (24535)                |
| 121. Siorac-en-Périgord (24538)       | 122. Tamniès (24544)                  | 123. Teillots (24545)                            | 124. Temple-Laguyon (24546)           |
| 125. Terrasson-Lavilledieu (24547)    | 126. Thenon (24550)                   | 127. Thonac (24552)                              | 128. Tourtoirac (24555)               |
| 129. Tursac (24559)                   | 130. Valojoulx (24563)                | 131. Veyrignac (24574)                           | 132. Veyrines-de-Domme (24575)        |
| 133. Vézac (24577)                    | 134. Villac (24580)                   | 135. Villefranche-du-Périgord (24585)            | 136. Vitrac (24587)                   |

## Neuordnung der Arrondissements 2017

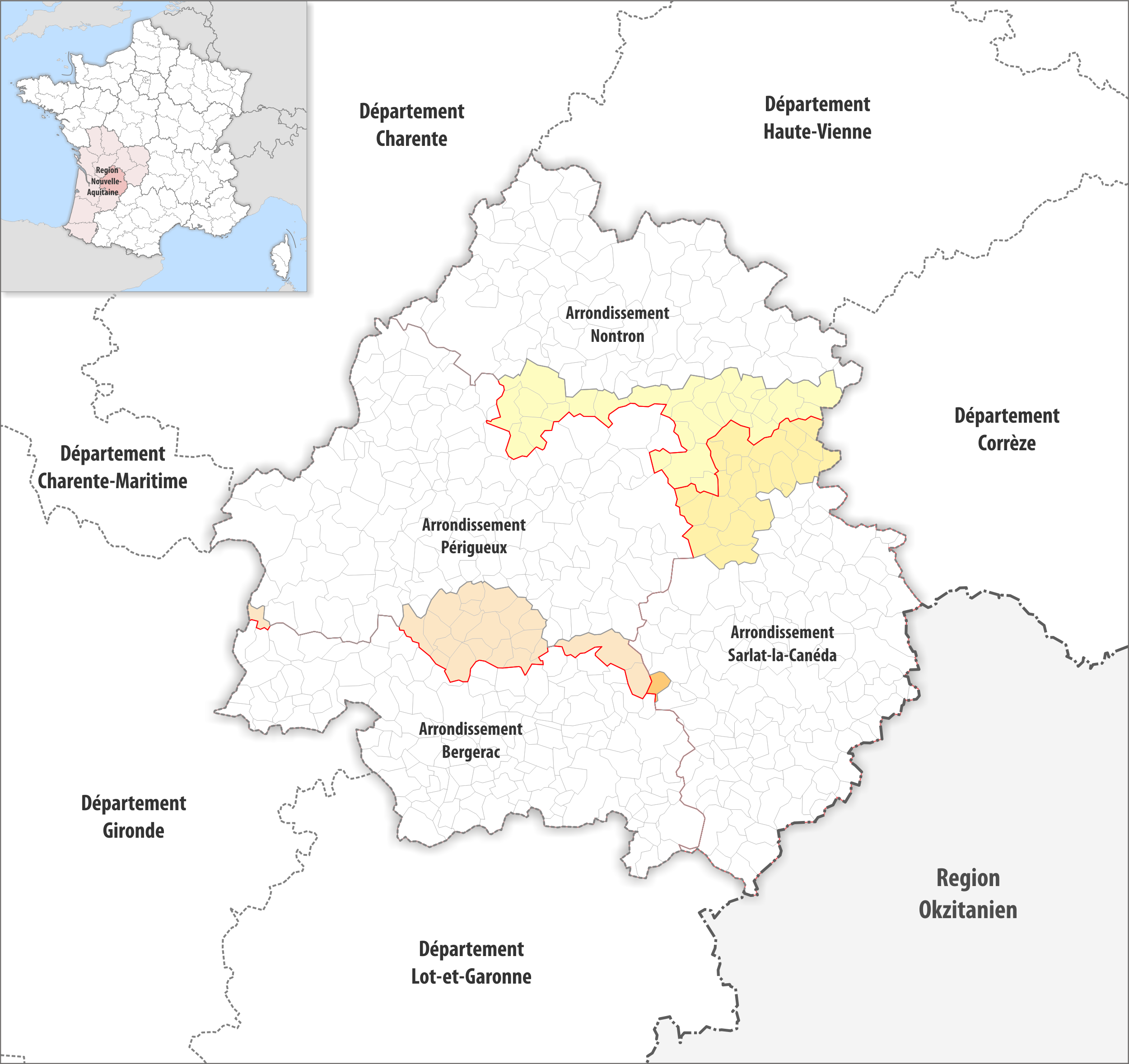
Arrondissementsanpassungen im Jahr 2017

Durch die Neuordnung der Arrondissements im Jahr 2017 wurde aus dem Arrondissement Périgueux die Fläche der 22 Gemeinden Ajat, Azerat, Badefols-d’Ans, Bars, Boisseuilh, Chourgnac, Coubjours, Fossemagne, Gabillou, Granges-d’Ans, Hautefort, La Chapelle-Saint-Jean, Limeyrat, Montagnac-d’Auberoche, Nailhac, Sainte-Eulalie-d’Ans, Sainte-Orse, Sainte-Trie, Teillots, Temple-Laguyon, Thenon und Tourtoirac und aus Arrondissement Bergerac die Fläche der Gemeinde Limeuil dem Arrondissement Sarlat-la-Canéda zugewiesen.

## Ehemalige Gemeinden seit der landesweiten Neuordnung der Kantone
- Bis 2021: Cazoulès, Orliaguet
- Bis 2018: Coly, Saint-Amand-de-Coly, Les Eyzies-de-Tayac-Sireuil, Manaurie, Saint-Cirq
- Bis 2016: Bézenac, Castels, Chavagnac, Grèzes
- Bis 2015: Belvès, Coux-et-Bigaroque, Mouzens, Saint-Amand-de-Belvès